# Marzouk Al-Otaibi
Marzouk (Marzouq) Al-Otaibi (ur. 7 listopada 1975) – saudyjski piłkarz występujący najczęściej na pozycji środkowego napastnika.

## Kariera klubowa
Al–Otaibi rozpoczynał swoją karierę w Al-Shabab, z którego przeszedł do Al-Ittihad. Tutaj spędził dziewięć lat. Z klubem z Dżuddy zdobył kilka tytułów krajowych i kontynentalnych. W roku 2007 przeniósł się do An-Nassr, jednak już po jednym sezonie wrócił do Al-Ittihad. W latach 2009–2010 grał w Al-Wahda, gdzie zakończył piłkarską karierę.

## Kariera reprezentacyjna
Al–Otaibi był członkiem reprezentacji Arabii Saudyjskiej na Pucharze Azji w 2000 i 2004 roku, występował też w kwalifikacjach do Mundialów: 2002 i 2006.
Jego największym sukcesem w reprezentacji był tytuł króla strzelców Pucharu Konfederacji 1999, którym podzielił się z Brazylijczykiem Ronaldinho i Meksykaninem Cuauhtémokiem Blanco.